# Haloptilus mucronatus
Haloptilus mucronatus är en kräftdjursart som först beskrevs av Claus 1863.  Haloptilus mucronatus ingår i släktet Haloptilus och familjen Augaptilidae. Inga underarter finns listade i Catalogue of Life.